# Margaretenkirche (Plüderhausen)

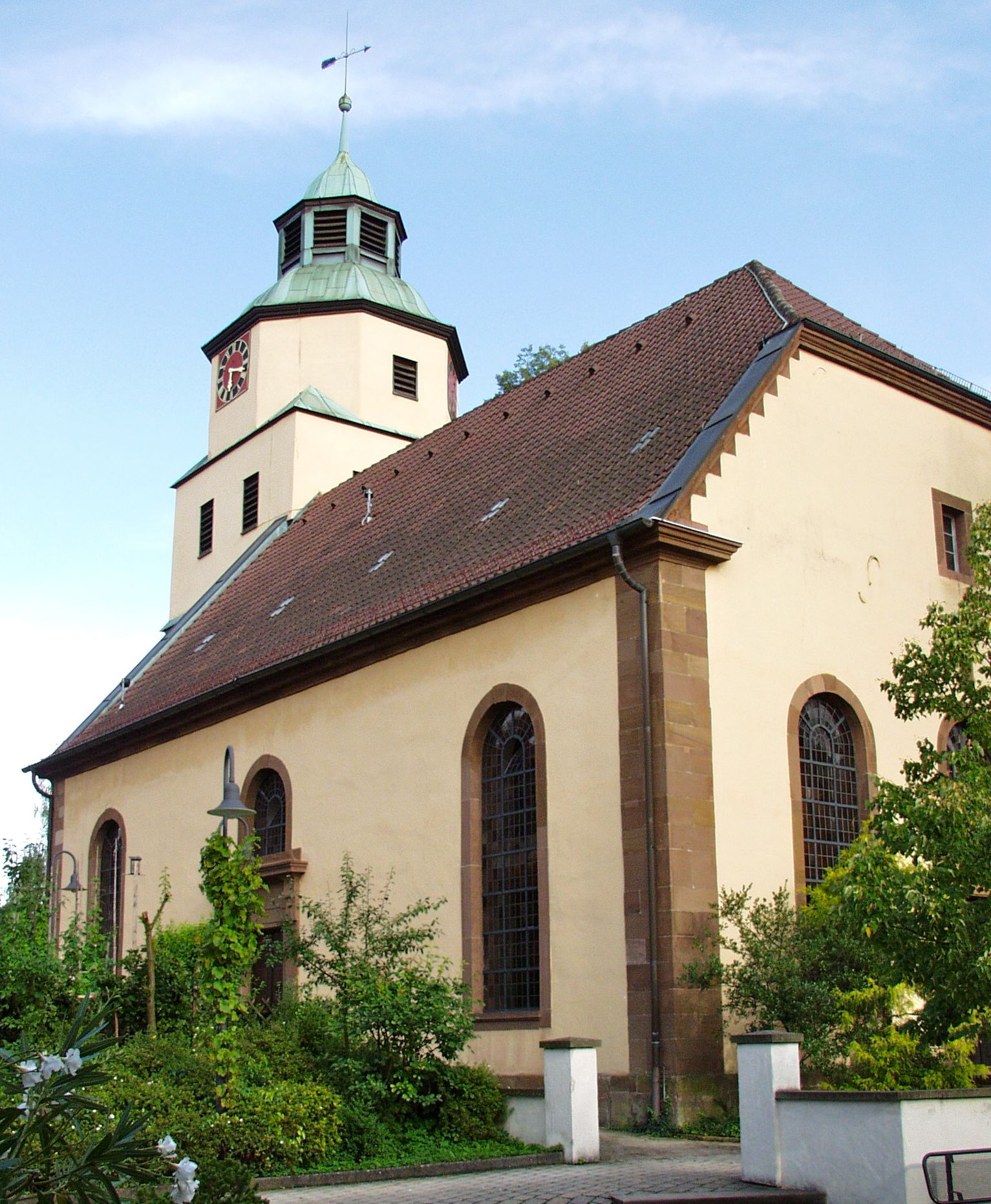
Margaretenkirche in Plüderhausen

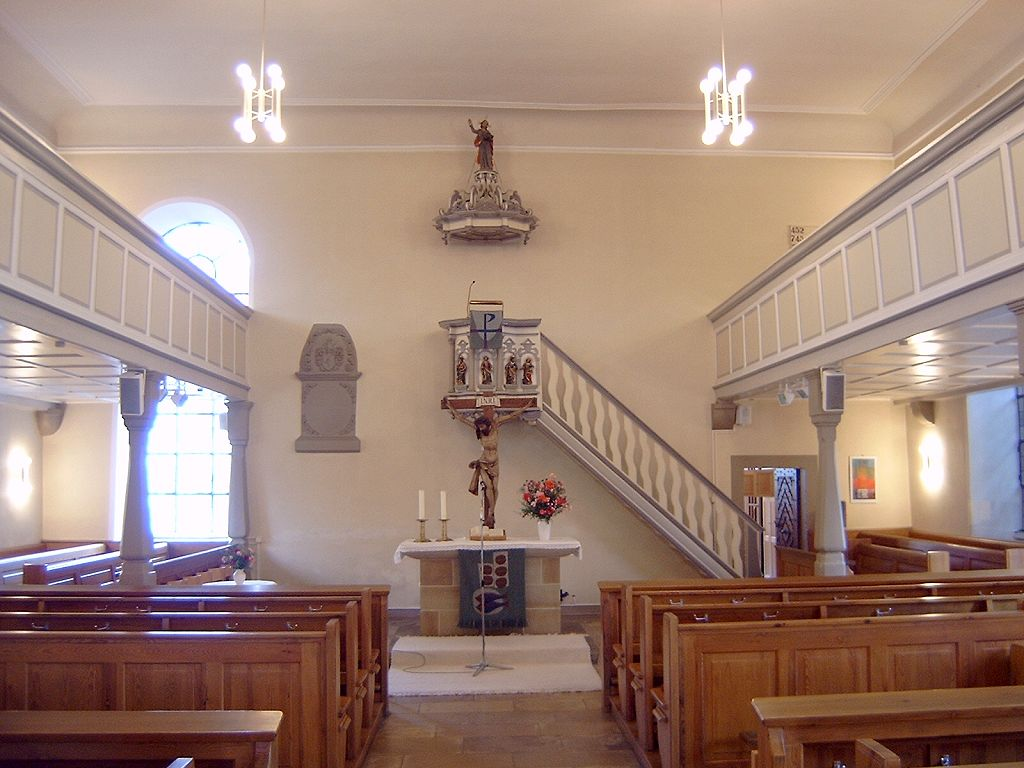
Innenansicht

Die evangelische Margaretenkirche steht in Plüderhausen, einer Gemeinde im Rems-Murr-Kreis in Baden-Württemberg. Das Bauwerk ist beim Landesamt für Denkmalpflege Baden-Württemberg als Baudenkmal eingetragen. Die Kirchengemeinde gehört zum Kirchenbezirk Schorndorf der Evangelischen Landeskirche in Württemberg.

## Beschreibung
Die im 15. Jahrhundert erbaute Saalkirche bestand aus einem Langhaus und einem Chorturm auf quadratischem Grundriss im Osten. Das Langhaus wurde 1804 gegenüber dem des Vorgängerbaus nach Norden verbreitert und nach Westen verlängert. Der Chorturm wurde 1687 mit einem achteckigen Geschoss aus Holzfachwerk aufgestockt, das die Turmuhr und den Glockenstuhl enthält, und mit einer Glockenhaube bedeckt, die sich in einer Laterne fortsetzt. 
Zur Kirchenausstattung gehören ein Relief der heiligen Margareta von Antiochien aus dem Jahre 1470/80 über dem Westportal, das Altarkreuz aus der Zeit um 1700 und die Kanzel von 1742/43. Die von Richard Rensch gebaute Orgel wurde 2012 eingeweiht.